# Husseren-Wesserling
Husseren-Wesserling (en alsacià Hüser-Wasserlíng) és un municipi francès, situat a la regió del Gran Est, al departament de l'Alt Rin. L'any 1999 tenia 971 habitants.

## Demografia
| 1962  | 1968  | 1975  | 1982 | 1990 | 1999 |
| ----- | ----- | ----- | ---- | ---- | ---- |
| 1.100 | 1.130 | 1.023 | 947  | 919  | 971  |

## Administració
| Període | Identitat       | Partit |
| ------- | --------------- | ------ |
| 2001-   | Bernard Steiger |        |